# La Gaceta del Norte

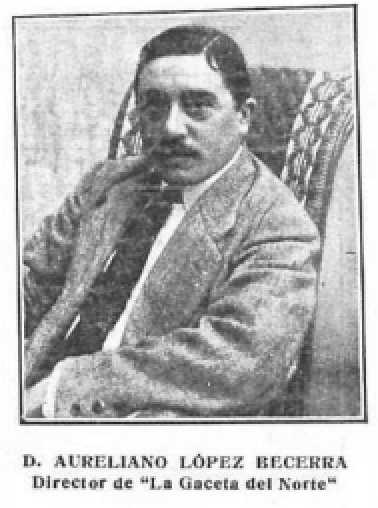
Aureliano López Becerra, Direktor der Gaceta del Norte (1916)

La Gaceta del Norte war eine spanische Zeitung, die zwischen 1901 und 1987 in der Stadt Bilbao erschien. Sie bestand fast neunzig Jahre und war in dieser Zeit eine der wichtigsten Zeitungen in Bilbao.
Während mehrerer Jahrzehnte war es die Zeitung mit der größten Verbreitung der baskischen Presse und erreichte in den 1960er-Jahren etwa 100.000 Exemplare. Während des folgenden Jahrzehnts setzte jedoch ein Abwärtstrend ein, der 1979, dem Jahr, in dem die Verbreitung 40.000 nicht überschritt, seinen niedrigsten Stand erreichte. Unter der Leitung von Manuel González Barandiarán begann eine Phase der Änderungen in der Informationsstrategie, aber man schaffte es nicht, die abnehmende Tendenz zu stoppen. Die Auflage war nicht mehr ausreichend und infolgedessen wurde das Blatt 1987 nach mehreren Eigentümerwechseln und Designwechseln endgültig eingestellt.